# Пейлин, Майкл
Сэр Майкл Э́двард Пе́йлин (англ. Michael Edward Palin; род. 5 мая 1943, Шеффилд, Великобритания) — британский актёр, писатель, телевизионный ведущий, один из участников группы «Монти Пайтон». Командор ордена Британской империи. С июля 2009 года по 2012 год Майкл Пейлин являлся президентом Королевского географического общества.

## Биография

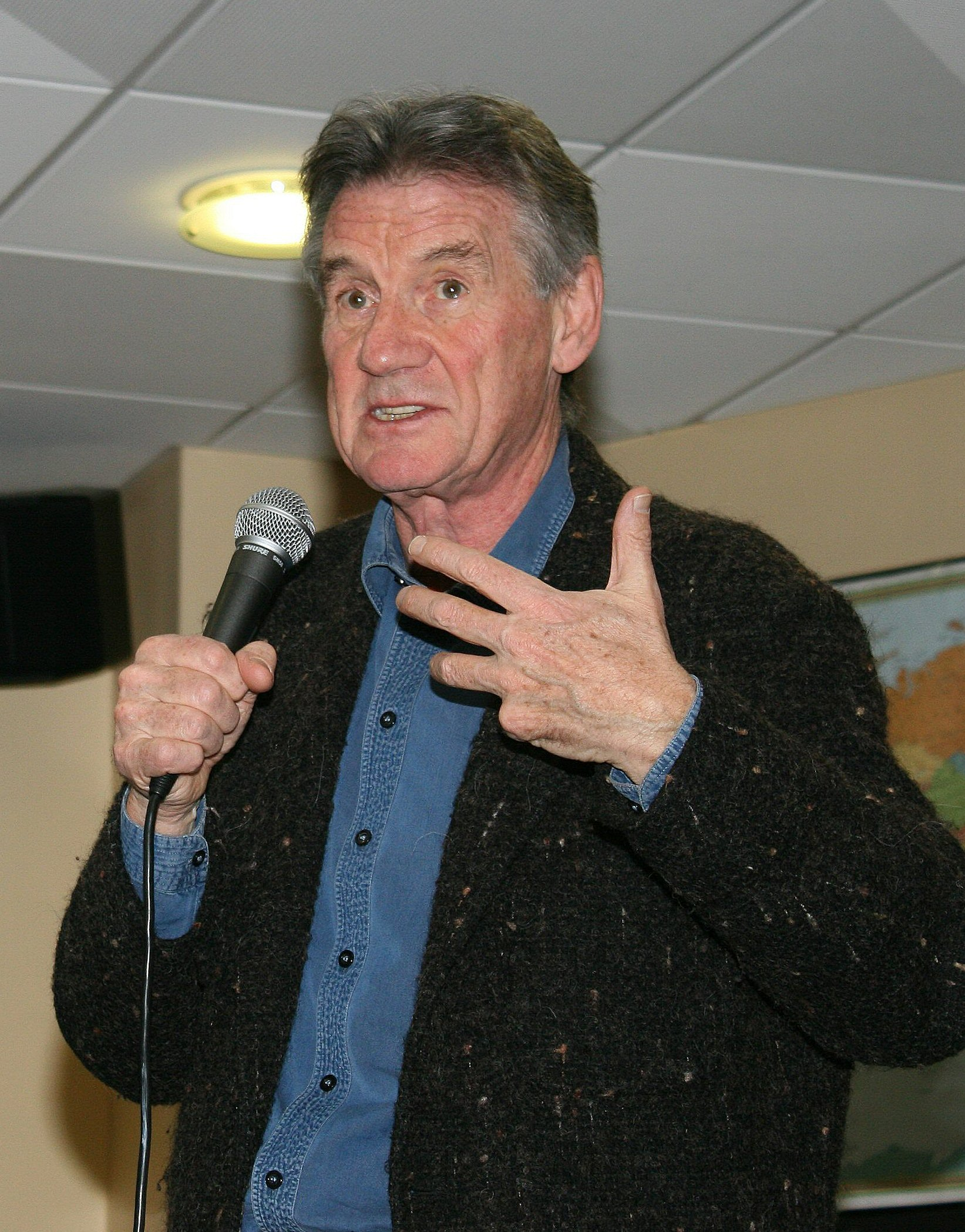
Пейлин в 2010 году.

Родился 5 мая 1943 года в Шеффилде, графство Йоркшир (Великобритания) в семье инженера. Закончил Оксфордский университет с учёной степенью по истории. В Оксфорде познакомился с Терри Джонсом, после этой встречи Пейлин и Джонс начали вести собственное комедийное шоу на канале BBC.
Пейлин любит путешествовать, отчёты помещает на свой сайт «Palin’s Travels» и DVD.
Женат, трое детей.

## Фильмография
- 2021 — Постановка — в роли самого себя
- 2018 — Ярмарка тщеславия — У. Теккерей
- 2017 — Смерть Сталина — Вячеслав Молотов
- 1997 — Свирепые создания — Adrian 'Bugsy' Malone
- 1996 — Ивы зимой (ТВ) — Крыса (озвучивание)
- 1996 — Ветер в ивах — Солнце
- 1988 — Рыбка по имени Ванда — Кен Пайл
- 1985 — Бразилия — Джек Линт
- 1984 — Частное торжество — Гильберт Чилверс
- 1984 — Платье
- 1983 — Страховая компания «Кримсон Перманент»
- 1983 — Смысл жизни по Монти Пайтону
- 1982 — Миссионер
- 1982 — Монти Пайтон в Голливуде / Monty Python Live at the Hollywood Bowl (концертный фильм)
- 1981 — Бандиты времени (1981) — Винсент
- 1979 — Житие Брайана по Монти Пайтону — Понтий Пилат
- 1977 — Бармаглот — Дэннис Купер
- 1976 — Забавные истории[англ.]
- 1975 — Трое в лодке, не считая собаки (телефильм) — Харрис
- 1975 — Монти Пайтон и священный Грааль
- 1971 — Монти Пайтон: a теперь нечто совсем иное
- 1969—1974 — Монти Пайтон: Летающий цирк (телешоу)
- 1968 — Как раздражать людей / How to Irritate People (телефильм)
- 1966 — Blow-up — эпизод

### Документальные фильмы
Помимо съёмок в художественных фильмах, Майкл Пейлин выступает также в роли ведущего документальных фильмов о путешествиях.
- 1989 — Вокруг света за 80 дней с Майклом Пейлином[англ.]
- 1992 — BBC: От полюса до полюса с Майклом Пейлином
- 1997 — BBC: Вокруг света с Майклом Пейлином
- 1999 — Michael Palin’s Hemingway Adventure
- 2002 — BBC: Сахара с Майклом Пейлином
- 2004 — Гималаи с Майклом Пейлином[англ.]
- 2007 — BBC: Новая Европа с Майклом Пейлином
- 2012 — Бразилия с Майклом Пейлином[англ.]
- 2018 — Северная Корея с Майклом Пейлином[англ.]

### Книги о путешествиях
- Around the World in 80 Days (1989) ISBN 0-563-20826-0
- Pole to Pole (1992) ISBN 0-563-37065-3
- Full Circle (1997) ISBN 0-563-37121-8
- Michael Palin’s Hemingway Adventure (1999) ISBN 0-297-82528-3
- Sahara (2002) ISBN 0-297-84303-6
- Himalaya (2004) ISBN 0-297-84371-0
- New Europe (2007) ISBN 0-297-84449-0

### Автобиография (соавтор)
- The Pythons Autobiography by The Pythons (2003) ISBN 0-7528-5293-0

### Дневники
- Diaries 1969—1979. 2006. ISBN 0-297-84436-9
- Diaries 1980—1988: Halfway to Hollywood — The Film Years. London, Weidenfeld & Nicolson. 2009. ISBN 978-0-297-84440-2

### Художественные книги
- Hemingway’s chair (1995) ISBN 0-7493-1930-5
- Bert Fegg’s Nasty Book for Boys and Girls w/Terry Jones, illus Martin Honeysett, Frank Bellamy et al. (1974) ISBN 0-413-32740-X
- Dr Fegg’s Encyclopaedia of all world knowledge (1984) (expanded reprint of the above, with Terry Jones and Martin Honeysett) ISBN 0-87226-005-4

### Книги для детей
- Small Harry and the Toothache Pills (1982) ISBN 0-416-23690-1
- Limerics or The Limerick Book (1985) ISBN 0-09-161540-2
- Cyril and the House of Commons (1986) ISBN 1-85145-078-5
- Cyril and the Dinner Party (1986) ISBN 1-85145-069-6
- The Mirrorstone with Alan Lee and Richard Seymour (1986) ISBN 0-224-02408-6

### Пьесы
- The Weekend (1994) ISBN 0-413-68940-9